# Extensor pollicis longus

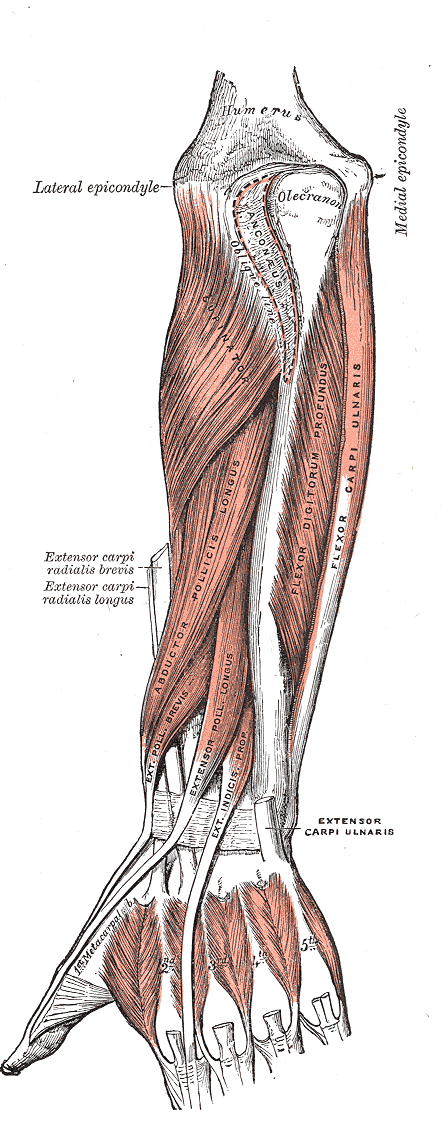
Underarmens muskulatur

Extensor pollicis longus (latin: musculus extensor pollicis longus, "tummens långa sträckarmuskel"), i människans anatomi en skelettmuskel på underarmens baksida. Som namnet antyder är muskelns främsta uppgift att extendera tummen (pollex).
Extensor pollicis longus är sitt ursprung i armbågsbenets (ulna) dorsala yta (laterala delen av den mittersta tredjedelen, distalt om m. abductor pollicis longus) samt i det fibrösa ledbandet (syndesmos) mellan underarmsbenen (underarmsmembranet, membrana interossea antebrachii).
Muskeln utmynnar i en sena som i en fåra på baksidan av armbågsbenets distala ände passerar under extensorretinaklet (retinaculum extensorum) genom dess tredje senfack.
Därefter passerar den radialt över m. extensor carpi radialis brevis och longus.
Muskeln har sitt fäste i basen för tummens yttersta falang (phalanx distalis pollicis).
Tillsammans med m. abductor pollicis longus bildar m. extensor pollicis longus ett triangulär fördjupning på handens radiala sida, proximalt om tummen. Fördjupningen kallas den anatomiska snusdosan och syns bäst vid maximal extension (dorsalflexion) och abduktion av tummen.
Muskeln innerveras av n. radialis.